# Gremiál
Gremiál nebo také gremiále (latinsky gremiale) je lněná zástěra, kterou používá biskup při svěcení kněží či kostela, mytí nohou a v některých dalších případech. Má tvar čtverce a slouží k ochraně liturgických rouch před ušpiněním.
Ve vrcholném středověku jej používali také kněží a jeho užívání se posunulo z čistě praktické do symbolické roviny, takže až do liturgické reformy po druhém vatikánském koncilu byl většinou zhotovován z hedvábí (bez šňůrek) v příslušné liturgické barvě a velmi bohatě zdoben; při pontifikální mši se pokládal biskupovi na kolena při delším sezení a býval také nesen ve vstupním průvodu před evangeliářem.